# Moustapha Mbow
Mamadou Moustapha Mbow (Guédiawaye, 8 maart 2000) is een Senegalees voetballer die in het seizoen 2022/23 door Stade de Reims wordt uitgeleend aan RFC Seraing.

## Clubcarrière
Mbow maakte in januari 2019 de overstap van AF Darou Salam naar Stade de Reims. In december 2019 maakte hij er zijn officiële debuut in het tweede elftal van de club in de Championnat National 2. Daar groeide hij uit tot aanvoerder. In het seizoen 2021/22 speelde hij drie officiële wedstrijden in het eerste elftal: op 19 december 2021 gaf trainer Óscar García hem een basisplaats in de bekerwedstrijd tegen stadsgenoot EF Reims Sainte-Anne. Vier dagen later mocht hij ook starten in de competitiewedstrijd tegen Olympique Marseille, die op een 1-1-gelijkspel eindigde. Op 2 januari 2022 startte hij opnieuw in een bekerwedstrijd, ditmaal tegen ES Thaon (opnieuw 0-1-winst).
Op 27 januari 2022 kondigde Stade de Reims aan dat Mbow tot het einde van het seizoen werd uitgeleend aan tweedeklasser Nîmes Olympique. In de tweede helft van het seizoen 2021/22 speelde hij er twaalf wedstrijden in de Ligue 2. In september 2022 leende Stade de Reims hem opnieuw uit, ditmaal aan de Belgische eersteklasser RFC Seraing. Alvorens hem aan Seraing uit te lenen, had de club zijn contract opengebroken tot 2025.

## Interlandcarrière
Mbow nam in 2019 met Senegal –20 deel aan de Afrika Cup –20 en het WK –20. Op de Afrika Cup, waar Senegal in de finale verloor van Mali na strafschoppen, speelde Mbow enkel mee in de derde groepswedstrijd tegen Burkina Faso. Op het WK mocht hij in de achtste finale tegen Nigeria (2-1-winst) in de blessuretijd invallen voor Ibrahima Niane, en in de kwartfinale tegen Zuid-Korea, die Senegal verloor na strafschoppen, in de 82e minuut voor Moussa N'Diaye. Mbow was een van de drie Senegalezen die vanop de strafschopstip faalden tegen Zuid-Korea.

## Familie
- Ook zijn broers Pape en Moussa zijn voetballers.[8]

1 Galjé ·
2 Sylla ·
4 Tshibuabua ·
6 Cachbach ·
8 Kilota ·
9 Elisor ·
10 Marius ·
11 Abanda ·
12 Bernier ·
14 Guillaume ·
15 Lahssaini ·
16 Martin ·
18 Poaty ·
20 Ba ·
21 Sambu ·
23 Lepoint ·
30 Dietsch ·
34 Trémoulet ·
35 Conceição ·
40 Opare ·
52 Serwy ·
53 D'Onofrio ·
61 Silini ·
67 Renzulli ·
70 Solheid ·
Coach: Jeunechamps